# Nebularium
Nebularium è il primo album in studio del gruppo musicale melodic death metal italiano Disarmonia Mundi, pubblicato nel 2001.

## Tracce
1. Into D.M. – 3:06
2. Blue Lake – 7:02
3. Mechanichell – 5:02
4. Guilty Claims – 7:15
5. Burning Cells – 4:38
6. Demiurgo – 7:07
7. Nebularium – 7:07
8. Awakening – 2:51
9. Chester (Live in-studio bonus) – 3:58

## Formazione
- Benny Bianco Chinto – voce
- Ettore Rigotti – chitarre, tastiere, batteria, voce
- Simone Palermiti – chitarre, tastiere
- Mirco Andreis – basso
- Federico Cagliero aka "Fedaz" – chitarra